# Anselm Maria Fugger von Babenhausen
Anselm Maria Joseph Christoph Johann Baptist Johann Nepomuk Rupert Theodor Aloys Karl Fugger von Babenhausen, I principe di Babenhausen (Babenhausen, 1º luglio 1766 – Babenhausen, 20 novembre 1821), è stato un principe e politico tedesco.

## Biografia

### I primi anni
Anselm Maria nacque nel 1766, figlio primogenito del conte Anselm Viktorian Fugger e di sua moglie, la contessa Maria Walburga von Waldburg-Wolfegg. Dopo aver compiuto i propri studi a Magonza, Anselm venne avviato dal padre all'amministrazione dei beni di famiglia dal 1785, e quando il padre morì nel 1793, Anselm era già ampiamente preparato a succedergli.
Il periodo di governo di Anselm Maria, dopo appena tre anni, fu impattato dai movimenti delle truppe napoleoniche nei suoi territori, con il conseguente declino del potere degli Asburgo in Svevia. Nel 1800 Babenhausen venne occupata per la prima volta dalle truppe francesi. Dopo la firma della pace di Lunéville del 1801 e la successiva Reichsdeputationshauptschluss del 1803, gli sforzi del Fugger verterono soprattutto a mantenere quanti più vantaggi possibili. Dopo la terza guerra di coalizione antifrancese, nell'autunno del 1805, tentò invano con altri principi suoi pari di preservare l'indipendenza del suo stato, ma vide i propri territori sempre più in pericolo.

### L'elevazione a principe
Intorno al 1800, il consiglio imperiale era composto da diversi principi prevalentemente di fede evangelica, mentre gli Asburgo, detentori del titolo imperiale, erano di fede cattolica, e si trovavano in crisi finanziaria  a causa delle guerre con la Francia napoleonica.  Pertanto gli Asburgo fecero sapere a tutte le contee che, dietro pagamento, avrebbero provveduto ad elevare lo status di quelle contee  che ne avessero fatto richiesta a principati. Anselm Maria, pur dovendo fare notevoli sforzi per trovare i 20.000 fiorini richiesti per quello scopo, colse subito l'opportunità ed il 1º agosto 1803 gli venne riconosciuto il titolo di principe sul feudo di Babenhausen.
Tuttavia il suo status di principe durò sino al 12 luglio 1806 quando un'apposita legge soppresse il Sacro Romano Impero e quindi anche il principato di Babenhausen il cui territorio, il 15 settembre 1806, passò al regno di Baviera. Malgrado questo pesante cambiamento, Anselm Maria cercò subito dopo di mediare con la corte bavarese, ma ottenne solo alcuni privilegi secondari già garantiti ad altri suoi simili per titolo. Nel 1808 ottenne l'incarico di ciambellano della corte bavarese quando già nel 1807 aveva ottenuto la nomina a commissario generale della Baviera presso la città di Ulma.

### I "Materiali per la rinascita della Germania"
Coi preparativi per il congresso di Vienna, il 5 giugno 1814 il principe Fugger pensò di inviare all'imperatore Francesco I d'Austria un memorandum scritto da lui ma presentato come anonimo sotto il titolo "Materiali per la rinascita della Germania redatti da un principe tedesco come contributo per il Congresso di Vienna". Questo memorandum avrebbe dovuto costituire secondo Fugger un tentativo di riforma delle istituzioni per mediare il transito tra il Sacro Romano Impero e i nuovi stati. Lo scritto si mantenne su valori meramente politici, senza alcun pensiero relativo alle popolazioni abitanti gli stati coinvolti. Il nome del principe Anselm Maria ad ogni modo prese a divenire sempre più noto nei circoli aristocratici dell'epoca e il fatto stesso di essersi rivolto all'imperatore lo rese inviso alla corte bavarese, che gli impose il divieto di comparire alla corte di Monaco di Baviera.

### Gli ultimi anni
Negli anni tra il 1815 ed il 1817, Anselm Maria entrò nel consiglio reale del Württemberg, pur non partecipando direttamente alle sedute tenutesi a Stoccarda, venendo invece rappresentato dal conte Richard von Schaesberg-Thannheim. Nel 1821 morì a causa di un ictus e venne sepolto nella cripta della famiglia Fugger nella chiesa del castello di Babenhausen.

## Matrimonio e figli
Il 15 ottobre 1793, Anselm Maria sposò la contessa Maria Antonia Elisabetha von Waldburg-Wurzach (8 marzo 1774 - 5 ottobre 1814) a Mooshausen. La coppia ebbe i seguenti figli:
- Maria Carolina (18 dicembre 1794-31 maggio 1799)
- Maria Walburga Radegundis Crescentia Catharina (1 settembre 1796-27 luglio 1833)
- Maria Josepha Waldburga Euphemia Crescentia Juliana (19 giugno 1798-9 maggio 1831), sposò nel 1821 il principe Leopold von Waldburg-Wurzach
- Anton de Padua Anselm Maria Joseph Johannes Nepomuk Carl Hilarius (13 gennaio 1800 - 28 maggio 1836), sposò Franziska Xaveria Walburga Henriette Caroline Constanze von Hohenlohe-Bartenstein-Jagstberg
- Marie (3 ottobre 1802-25 febbraio 1803)
- Joseph Anselm Maria Richard Eligius Franciscus Aloisius Johannes Nepomucenus (3 aprile 1804 - 23 marzo 1835)
- Jacob Anselm Eberhard Maria Joseph Anton Johannes Nepomuk Carl Augustin Philipp (28 agosto 1805-5 aprile 1832)
- Maximilian Anselm (3 settembre 1807-20 aprile 1809)

## Ascendenza
|                                                                |                                       |                                              | Genitori                                                             |  |  | Nonni |  |  | Bisnonni                             |  |  | Trisnonni                           |  |
|                                                                |                                       |                                              |                                                                      |  |  |       |  |  | Johann Rudolf Fugger von Babenhausen |  |  | Johann Franz Fugger von Babenhausen |  |
|                                                                |                                       |                                              |                                                                      |  |  |       |  |  | Johann Rudolf Fugger von Babenhausen |  |  | Johann Franz Fugger von Babenhausen |  |
|                                                                |                                       | Maria Cordula Vöhlin von Frickenhausen       |                                                                      |  |  |       |  |  | Johann Rudolf Fugger von Babenhausen |  |  |                                     |  |
| Johann Jackob Fugger von Babenhausen                           |                                       |                                              |                                                                      |  |  |       |  |  | Johann Rudolf Fugger von Babenhausen |  |  |                                     |  |
|                                                                |                                       | Johanna Katharina von Waldburg-Zeil          | Paul Jakob von Waldburg-Zeil                                         |  |  |       |  |  |                                      |  |  |                                     |  |
|                                                                |                                       | Johanna Katharina von Waldburg-Zeil          | Paul Jakob von Waldburg-Zeil                                         |  |  |       |  |  |                                      |  |  |                                     |  |
|                                                                |                                       | Johanna Katharina von Waldburg-Zeil          | Amalia Lucia van den Bergh                                           |  |  |       |  |  |                                      |  |  |                                     |  |
| Anselm Viktorian Fugger von Babenhausen                        |                                       | Johanna Katharina von Waldburg-Zeil          |                                                                      |  |  |       |  |  |                                      |  |  |                                     |  |
|                                                                |                                       | Franz Adam von Toerring                      | Joachim Albek von Törring                                            |  |  |       |  |  |                                      |  |  |                                     |  |
|                                                                |                                       | Franz Adam von Toerring                      | Joachim Albek von Törring                                            |  |  |       |  |  |                                      |  |  |                                     |  |
|                                                                |                                       | Franz Adam von Toerring                      | Franziska Clara von Lamberg                                          |  |  |       |  |  |                                      |  |  |                                     |  |
| Maria Katharina Euphemia von Toerring                          |                                       | Franz Adam von Toerring                      |                                                                      |  |  |       |  |  |                                      |  |  |                                     |  |
|                                                                |                                       | Maria Mechthild Adelheid von Thurn und Taxis | Sebastian Franz von Thurn und Taxis                                  |  |  |       |  |  |                                      |  |  |                                     |  |
|                                                                |                                       | Maria Mechthild Adelheid von Thurn und Taxis | Sebastian Franz von Thurn und Taxis                                  |  |  |       |  |  |                                      |  |  |                                     |  |
|                                                                |                                       | Maria Mechthild Adelheid von Thurn und Taxis | Maria Johanna Fugger                                                 |  |  |       |  |  |                                      |  |  |                                     |  |
| Anselm Maria Fugger von Babenhausen, I principe di Babenhausen |                                       | Maria Mechthild Adelheid von Thurn und Taxis |                                                                      |  |  |       |  |  |                                      |  |  |                                     |  |
|                                                                | Ferdinand Ludwig von Waldburg-Wolfegg | Maximilian Franz von Waldburg-Wolfegg        |                                                                      |  |  |       |  |  |                                      |  |  |                                     |  |
|                                                                | Ferdinand Ludwig von Waldburg-Wolfegg | Maximilian Franz von Waldburg-Wolfegg        |                                                                      |  |  |       |  |  |                                      |  |  |                                     |  |
|                                                                | Ferdinand Ludwig von Waldburg-Wolfegg | Maria Ernestina von Salm Reifferscheidt      |                                                                      |  |  |       |  |  |                                      |  |  |                                     |  |
| Joseph Franz von Waldburg-Wolfegg                              | Ferdinand Ludwig von Waldburg-Wolfegg |                                              |                                                                      |  |  |       |  |  |                                      |  |  |                                     |  |
|                                                                |                                       | Maria Anna Amalia von Schellenberg           | Franz Christoph von Schellenberg                                     |  |  |       |  |  |                                      |  |  |                                     |  |
|                                                                |                                       | Maria Anna Amalia von Schellenberg           | Franz Christoph von Schellenberg                                     |  |  |       |  |  |                                      |  |  |                                     |  |
|                                                                |                                       | Maria Anna Amalia von Schellenberg           | Maria Anna Renata von Schellenberg                                   |  |  |       |  |  |                                      |  |  |                                     |  |
| Maria Walburga von Waldburg-Wolfegg                            |                                       | Maria Anna Amalia von Schellenberg           |                                                                      |  |  |       |  |  |                                      |  |  |                                     |  |
|                                                                |                                       | Franz Ernst von Salm-Reifferscheidt-Dick     | Ernst Salentin von Salm-Reifferscheidt-Dyck                          |  |  |       |  |  |                                      |  |  |                                     |  |
|                                                                |                                       | Franz Ernst von Salm-Reifferscheidt-Dick     | Ernst Salentin von Salm-Reifferscheidt-Dyck                          |  |  |       |  |  |                                      |  |  |                                     |  |
|                                                                |                                       | Franz Ernst von Salm-Reifferscheidt-Dick     | Klara Magdalena von Manderscheid                                     |  |  |       |  |  |                                      |  |  |                                     |  |
| Anna Maria von Salm Reifferscheidt-Dick                        |                                       | Franz Ernst von Salm-Reifferscheidt-Dick     |                                                                      |  |  |       |  |  |                                      |  |  |                                     |  |
|                                                                |                                       | Anna Franziska von Thurn und Taxis           | Eugenio Alessandro di Thurn und Taxis, I principe di Thurn und Taxis |  |  |       |  |  |                                      |  |  |                                     |  |
|                                                                |                                       | Anna Franziska von Thurn und Taxis           | Eugenio Alessandro di Thurn und Taxis, I principe di Thurn und Taxis |  |  |       |  |  |                                      |  |  |                                     |  |
|                                                                |                                       | Anna Franziska von Thurn und Taxis           | Anna Adelaide di Fürstenberg-Heiligenberg                            |  |  |       |  |  |                                      |  |  |                                     |  |
|                                                                |                                       | Anna Franziska von Thurn und Taxis           |                                                                      |  |  |       |  |  |                                      |  |  |                                     |  |